# Montemor-O-Novo
Montemor-O-Novo este un oraș în Districtul Évora, Portugalia.